# Lilla Hån (Säters socken, Dalarna)
Lilla Hån är en sjö i Säters kommun i Dalarna och ingår i Dalälvens huvudavrinningsområde.